# 高田初美
高田 初美（1985年11月19日—），是日本女性配音員，廣島縣出身，血型O型。目前隸屬ToritoriOffice。

## 參與作品

### 動畫
2006年
- 不可思議星球的雙胞胎公主Gyu! （女孩子、網球社員）

2008年
- 今天的五年二班（男子兒童C、女子兒童、放送声、男子兒童B、リポーター、2年女子）
- 純情羅曼史
- 純情羅曼史2 （小孩）
- S·A特優生（2組女子C）
- 野良耳
- 野良耳2（奈奈子的同學）

2009年
- 瑪莉亞狂熱（筒井穗佳）
- 天堂餐館（年輕女子）

2010年
- 向陽素描×☆☆☆（折部妹）
- 真・戀姬†無雙〜少女大亂〜（托拉）

2011年
- 瑪莉亞狂熱 Alive（筒井穗佳）
- 笨蛋，測驗，召喚獸2（同學C）

2014年
- 尋找失去的未來（佐佐木佳織）

2017年
- Dies irae（赫爾加·愛登堡、少女A）

### 遊戲
2007年
- 燃燒！熱血韻律魂 押忍！戰鬥！應援團2（河合穗花）

2008年
- Sugar+Spice! 〜あのこのステキな何もかも〜 （春瀨歌）

2010年
- 花與乙女的祝福 春風的禮物（鹿島志鶴[2]）

2013年
- UNDER NIGHT IN-BIRTH Exe:Late（希爾達[3]）

2015年
- UNDER 
NIGHT IN-BIRTH Exe:Late[st](希露達)

2016年
- 星織夢未來 Convertion Edition（雪村透子）

2018年
- 蒼翼默示錄：交叉組隊戰 (希露達)

2020年
- UNDER NIGHT IN-BIRTH Exe:Late[cl-r](希露達)

### CD
- クインテット!（涼原ひだり）

### 廣播
- アニメ魂 こえっち 〜ろーど・とぅ・LAP〜

## 外部連結
- （日語）toritorioffice高田初美介紹頁